# Etapa de Curitiba da Fórmula Truck

Mapa do autódromo.

A Etapa de Curitiba da Fórmula Truck é um dos circuitos mais tradicionais da Fórmula Truck, realizada no Autódromo Internacional de Curitiba, em Pinhais.
A Truck realiza provas em Curitiba desde 1996 no ano de estreia da categoria. Em Curitiba só não teve etapas nos anos de 1997 e 2004. Como as cinco primeiras etapas foram rodadas duplas, no ano de 2016 se completaram 21 anos de etapas e 26 corridas.

## Campeões
- 1996 1º etapa - Renato Martins
- 1996 2º etapa - Sérgio Drugovich